# Storkletten
Der Storkletten (norwegisch für Großer, steiler Berg) ist ein Berggipfel im ostantarktischen Königin-Maud-Land. Er ragt im Ahlmannryggen 1,5 km südlich der Klippe Flårjuven auf.
Norwegische Kartografen, die ihn auch benannten, kartierten ihn anhand von Vermessungen und Luftaufnahmen der Norwegisch-Britisch-Schwedischen Antarktisexpedition (1949–1952).